# Ted McClain
Theodore "Ted" McClain (Nashville, Tennessee, 30 de agosto de 1946) es un exjugador de baloncesto estadounidense que jugó tres temporadas en la NBA y cinco más en la ABA. Con 1,85 metros de estatura, lo hacía en la posición de base.

## Trayectoria deportiva

### Universidad
Jugó durante cuatro temporadas con los Tigers de la Universidad Estatal de Tennessee, en las que promedió 25,7 puntos y 5,0 rebotes por partido. En su último año fue incluido en el mejor quinteto All-American de la División II de la NCAA.

### Profesional
Fue elegido en la vigésimo segunda posición del Draft de la NBA de 1971 por Atlanta Hawks, y también por los Carolina Cougars en la primera ronda del draft de la ABA, fichando por estos últimos. Allí comenzó como suplente de Gene Littles en el puesto de base, promediando en su primera temporada 6,5 puntos y 1,9 asistencias por partido.
Poco a poco fue haciéndose un hueco en el quinteto titular, y en la temporada 1973-74 demostró el porqué de su apodo de la universidad, hound dog, perro de presa. El 26 de diciembre de 1973 batió el récord de la ABA de más robos de balón en un partido, ante los New York Nets, con 12, y acabó la temporada como el mejor de la liga en esa clasificación, con un promedio de 3,0 por partido. Fue además incluido en el Mejor quinteto defensivo de la ABA, rematando la que iba a ser su mejor temporada como profesional, acabando la misma con 13,1 puntos, 4,3 rebotes, 4,1 asistencias y los mencionados 3,0 robos por partido.
Al año siguiente fue traspasado a los Kentucky Colonels, donde compartió las funciones de base con Louie Dampier. Su aportación bajó en un equipo repleto de grandes jugadores, promediando 8,6 puntos y 5,1 asistencias por partido, pero a cambio logró su primer campeonato de liga, tras derrotar en las Finales a los Indiana Pacers.
Mediada la temporada siguiente fue traspasado a New York Nets, donde colaboró con 11,3 puntos y 3,5 asistencias en la consecución de su segundo campeonato, derrotando en las que fueron las últimas finales de la ABA a los Denver Nuggets.
Los Nets encontraron hueco en la NBA, pero McClain fue traspasado antes del comienzo de la temporada 1976-77 a Denver Nuggets a cambio de dos futuras rondas del draft. Allí se hizo con el puesto de titular, promediando 8,2 puntos y 4,5 asistencias por partido. Al término de la temporada se convirtió en agente libre, negociando su traspaso a Buffalo Braves, recibiendo los Nuggets como compensción una tercera ronda del draft del 78. Pero no fue muy del agrado de su entrenador Billy Cunningham, siendo traspasado nuevamente mediada la temporada a Philadelphia 76ers.
Tras terminar la temporada con los sixers fue despedido, firmando con Phoenix Suns una vez ya iniciada la temporada 1978-79. En los Suns actuó como suplente de Paul Westphal, promediando 4,6 puntos y 1,9 rebotes por partido, en la que iba a ser su última temporada como profesional.

## Estadísticas de su carrera en la NBA y la ABA

### Temporada regular
| Temporada | Edad | Equipo             | Liga  | P   | TIT | MIN   | TC  | TCA  | %TC  | 3P  | 3PA | %3P  | TL  | TLA | %TL  | R.OF. | R.DEF. | REB | ASIS | ROB | TAP | PER | FP  | PTS  |
| 1971-72   | 25   | Carolina Cougars   | ABA   | 64  |     | 900   | 5.9 | 16.6 | .357 | 0.5 | 2.1 | .245 | 4.4 | 5.7 | .775 | 1.8   | 3.0    | 4.8 | 4.8  |     |     | 4.6 | 5.8 | 16.8 |
| 1972-73   | 26   | Carolina Cougars   | ABA   | 84  |     | 1816  | 6.4 | 12.9 | .498 | 0.2 | 0.5 | .333 | 2.9 | 4.0 | .711 | 2.1   | 3.1    | 5.2 | 4.5  | 2.4 |     | 3.7 | 5.1 | 15.9 |
| 1973-74   | 27   | Carolina Cougars   | ABA   | 84  |     | 2582  | 5.9 | 12.2 | .485 | 0.0 | 0.4 | .074 | 3.5 | 4.5 | .772 | 1.7   | 3.3    | 5.0 | 4.9  | 3.5 | 0.3 | 3.3 | 4.5 | 15.3 |
| 1974-75   | 28   | Kentucky Colonels  | ABA   | 72  |     | 1971  | 4.7 | 10.6 | .440 | 0.0 | 0.1 | .125 | 1.9 | 2.5 | .754 | 1.2   | 3.7    | 4.9 | 6.7  | 2.4 | 0.3 | 3.1 | 4.2 | 11.3 |
| 1975-76   | 29   | TOTAL              | ABA   | 73  |     | 1927  | 5.0 | 11.8 | .423 | 0.1 | 0.2 | .250 | 2.5 | 3.2 | .800 | 1.0   | 2.9    | 3.9 | 5.8  | 2.6 | 0.4 | 3.6 | 5.2 | 12.6 |
| 1975-76   | 29   | Kentucky Colonels  | ABA   | 43  |     | 1231  | 4.1 | 9.6  | .424 | 0.0 | 0.1 | .500 | 1.6 | 2.0 | .783 | 0.7   | 3.2    | 3.9 | 6.0  | 2.4 | 0.4 | 3.2 | 4.8 | 9.7  |
| 1975-76   | 29   | New York Nets      | ABA   | 30  |     | 696   | 6.6 | 15.7 | .422 | 0.1 | 0.5 | .200 | 4.2 | 5.2 | .812 | 1.4   | 2.4    | 3.8 | 5.5  | 2.9 | 0.5 | 4.4 | 5.8 | 17.6 |
| 1976-77   | 30   | Denver Nuggets     | NBA   | 72  |     | 2002  | 4.4 | 9.9  | .445 |     |     |      | 1.8 | 2.4 | .744 | 0.9   | 3.2    | 4.1 | 5.8  | 1.9 | 0.2 |     | 4.6 | 10.6 |
| 1977-78   | 31   | TOTAL              | NBA   | 70  |     | 1020  | 4.3 | 9.9  | .439 |     |     |      | 2.0 | 2.6 | .781 | 0.7   | 3.2    | 4.0 | 5.5  | 2.0 | 0.2 | 3.2 | 4.4 | 10.7 |
| 1977-78   | 31   | Buffalo Braves     | NBA   | 41  |     | 727   | 4.0 | 9.1  | .440 |     |     |      | 2.5 | 3.1 | .794 | 0.5   | 3.2    | 3.7 | 6.1  | 2.1 | 0.1 | 3.4 | 4.4 | 10.5 |
| 1977-78   | 31   | Philadelphia 76ers | NBA   | 29  |     | 293   | 5.2 | 11.8 | .438 |     |     |      | 0.9 | 1.2 | .700 | 1.1   | 3.4    | 4.5 | 4.2  | 2.0 | 0.5 | 2.7 | 4.4 | 11.2 |
| 1978-79   | 32   | Phoenix Suns       | NBA   | 36  |     | 465   | 4.8 | 10.2 | .470 |     |     |      | 3.3 | 3.6 | .913 | 1.9   | 3.4    | 5.3 | 4.6  | 1.5 | 0.0 | 4.2 | 3.9 | 12.9 |
| Total     |      |                    | TOTAL | 555 |     | 12683 | 5.2 | 11.7 | .449 | 0.1 | 0.5 | .218 | 2.7 | 3.5 | .767 | 1.4   | 3.2    | 4.6 | 5.4  | 2.5 | 0.3 | 3.5 | 4.7 | 13.3 |
|           |      |                    | ABA   | 377 |     | 9196  | 5.6 | 12.3 | .450 | 0.1 | 0.5 | .218 | 2.9 | 3.8 | .762 | 1.5   | 3.2    | 4.8 | 5.4  | 2.8 | 0.3 | 3.5 | 4.8 | 14.1 |
|           |      |                    | NBA   | 178 |     | 3487  | 4.4 | 9.9  | .447 |     |     |      | 2.0 | 2.6 | .786 | 1.0   | 3.2    | 4.2 | 5.6  | 1.9 | 0.2 | 3.5 | 4.4 | 10.9 |

### Playoffs
| Temporada | Edad | Equipo             | Liga  | P  | MIN  | TCA | TC  | 3PA | 3P | TLA | TL  | R.OF. | REB | ASIS | ROB | TAP | PER | FP  | PTS | %TC  | %3P  | %FT  | MIN  | PTS  | REB | AST |
| 1972-73   | 26   | Carolina Cougars   | ABA   | 12 | 234  | 22  | 74  | 1   | 5  | 11  | 15  | 21    | 43  | 22   |     |     | 23  | 39  | 56  | .297 | .200 | .733 | 19.5 | 4.7  | 3.6 | 1.8 |
| 1973-74   | 27   | Carolina Cougars   | ABA   | 4  | 133  | 22  | 53  | 0   | 2  | 7   | 12  | 4     | 19  | 11   | 7   | 0   | 6   | 18  | 51  | .415 | .000 | .583 | 33.3 | 12.8 | 4.8 | 2.8 |
| 1974-75   | 28   | Kentucky Colonels  | ABA   | 15 | 544  | 74  | 177 | 0   | 5  | 32  | 41  | 20    | 83  | 87   | 29  | 5   | 39  | 54  | 180 | .418 | .000 | .780 | 36.3 | 12.0 | 5.5 | 5.8 |
| 1975-76   | 29   | New York Nets      | ABA   | 8  | 96   | 10  | 37  | 0   | 1  | 6   | 10  | 5     | 11  | 7    | 5   | 1   | 10  | 19  | 26  | .270 | .000 | .600 | 12.0 | 3.3  | 1.4 | 0.9 |
| 1976-77   | 30   | Denver Nuggets     | NBA   | 6  | 170  | 19  | 46  |     |    | 6   | 8   | 5     | 14  | 27   | 10  | 2   |     | 12  | 44  | .413 |      | .750 | 28.3 | 7.3  | 2.3 | 4.5 |
| 1977-78   | 31   | Philadelphia 76ers | NBA   | 5  | 31   | 3   | 10  |     |    | 0   | 0   | 2     | 6   | 10   | 5   | 0   | 5   | 4   | 6   | .300 |      |      | 6.2  | 1.2  | 1.2 | 2.0 |
| 1978-79   | 32   | Phoenix Suns       | NBA   | 14 | 103  | 15  | 34  |     |    | 13  | 16  | 5     | 16  | 13   | 6   | 0   | 16  | 20  | 43  | .441 |      | .813 | 7.4  | 3.1  | 1.1 | 0.9 |
| Total     |      |                    | TOTAL | 64 | 1311 | 165 | 431 | 1   | 13 | 75  | 102 | 62    | 192 | 177  | 62  | 8   | 99  | 166 | 406 | .383 | .077 | .735 | 20.5 | 6.3  | 3.0 | 2.8 |
|           |      |                    | ABA   | 39 | 1007 | 128 | 341 | 1   | 13 | 56  | 78  | 50    | 156 | 127  | 41  | 6   | 78  | 130 | 313 | .375 | .077 | .718 | 25.8 | 8.0  | 4.0 | 3.3 |
|           |      |                    | NBA   | 25 | 304  | 37  | 90  |     |    | 19  | 24  | 12    | 36  | 50   | 21  | 2   | 21  | 36  | 93  | .411 |      | .792 | 12.2 | 3.7  | 1.4 | 2.0 |